# Georg-K.-Glaser-Preis
Der Georg-K.-Glaser-Preis war ein deutscher Literaturpreis. Er wurde durch das rheinland-pfälzische Kultusministerium und den Landessender Rheinland-Pfalz des Südwestrundfunks jährlich ausgeschrieben.

## Geschichte
Der Literaturpreis wurde vom Mainzer Ministerium für Kultur und Bildung und dem Landesstudio Rheinland-Pfalz des Südwestfunk 1993 ins Leben gerufen, damals unter dem Namen Joseph-Breitbach-Preis. Da Joseph Breitbach selbst einen Literaturpreis gestiftet hatte, was erst 1997 bekannt wurde, wurde der Preis 1998 in Georg-K.-Glaser-Preis umbenannt. Der rheinhessische Schriftsteller Georg K. Glaser (1910–1995) hatte während der Zeit des Nationalsozialismus nach Frankreich emigrieren müssen.
Mögliche Preisempfänger waren Autoren aller Stilarten, „die in Rheinland-Pfalz geboren sind oder dort leben oder durch ihr literarisches Schaffen mit dem kulturellen Leben in Rheinland-Pfalz besonders verbunden sind.“ Mit dem Hauptpreis, der mit 10.000 Euro dotiert war, sollten herausragende, überregional wahrgenommene literarische Leistungen ausgezeichnet werden. Für ihn war keine Eigenbewerbung möglich. Zusätzlich gab es einen mit 3.000 Euro dotierten Förderpreis, der nach einer öffentlichen Ausschreibung für den besten eingesandten Text vergeben wurde.
Der Preis wurde 2015 zum letzten Mal vergeben.

## Preisträger
- 1998: Manfred Etten; Förderpreis: Jörg Matheis
- 1999: Andreas Dury; Förderpreis: Tobias Wilke
- 2000: Christoph Peters; Förderpreis: Annegret Held
- 2001: David Wagner; Förderpreis: Andreas Laudert
- 2002: Thomas Lehr; Förderpreis: Nadja Einzmann
- 2003: Wolfgang Schömel; Förderpreis: Norbert Hummelt
- 2004: Hanns-Josef Ortheil; Förderpreis: Monika Rinck
- 2005: Sandra Hoffmann; Förderpreis: Sarah Alina Grosz
- 2006: Norbert Scheuer; Förderpreis: Gianna Zocco
- 2007: Dagmar Leupold; Förderpreis: Katharina Schultens
- 2008: Katharina Born; Förderpreis: Martina Weber
- 2009: Jörg Matheis; Förderpreis: Jan Becker
- 2010: Monika Rinck; Förderpreis: Jennifer Heinrich[3]
- 2011: Rafik Schami; Förderpreis: Joachim Geil[4]
- 2012: Sabine Peters; Förderpreis: Dorian Steinhoff
- 2013: Harald Martenstein; Förderpreis: Sarah Stricker
- 2014: Ror Wolf; Förderpreis: Alice Kerpen[5]
- 2015: Gerhard Henschel; Förderpreis: Lilian Noetzel[6]